# Цифрова економіка України
Цифрова економіка — це система економічних та соціальних відносин, які формуються на навичках інформаційно-комп'ютерних технологій (ІКТ) для ефективного виробництва, продажу та постачання продуктів та здійснення ділових операцій на ринку.

## Визначення різних авторів
| Визначення | Автор, джерело                     |
| --- | ---------------------------------- |
| Економіка, що базується на цифрових комп'ютерних технологіях, яку іноді називають інтернет-економікою, новою економікою, вебекономікою. Під цифровою економікою розуміють виробництво, продаж і постачання продуктів за допомогою комп'ютерних мереж. | Д. Тапскот                         |
| Ринки на основі цифрових технологій, які полегшують торгівлю товарами та послугами за допомогою електронної комерції в Інтернеті. | С. Фейяз                           |
| Економіка, заснована на цифрових технологіях, однак ми більшою мірою розуміємо під цим здійснення ділових операцій на ринках, засновані на мережі Інтернет та Всесвітній павутині. | British Computer Society           |
| Економіка, здатна надати високоякісну ІКТ-інфраструктуру і мобілізувати можливості ІКТ на благо споживачів, бізнесу, держави. | Електронне видання «The Economist» |
| Економіка, залежна від цифрових технологій. | European Commission                |
| Новий уклад економіки, заснований на знаннях і цифровій технології, в рамках якої формуються нові цифрові навички і можливості суспільства, бізнесу і держави. Економіка, в якій завдяки розвитку цифрових технологій спостерігається зростання продуктивності праці, конкурентоспроможності компанії, зниження витрат виробництва, створення нових робочих місць, зниження бідності та соціальної нерівності. | Всесвітній банк                    |
| Форма економічної активності, яка виникає завдяки мільярду прикладів мереживої взаємодії людей, підприємств, пристроїв, даних і процесів. Основою цифрової економіки є зростаюча взаємопов'язаність, людей організацій і машин, що формується завдяки Інтернету і мобільних технологій. | British Computer society           |

## Цифровізація в Україні
Виділяють три основні компоненти концепції «Цифрової економіки»: e-business (електронний бізнес), e-business infrastructure (інфраструктура електронного бізнесу) та e-commerce (електронна комерція).
Розвиток цифрової економіки стає можливим завдяки державній політиці. На початку 2020 року одним із пріоритетних завдань Кабінету міністрів стає структурна трансформація української економіки, а саме її диджиталізація. Одним із ключових завдань Стратегії «Україна 2030Е — Україна з розвинутою цифровою економікою» є створення цифрової платформи як джерела формування цінностей в цифровій економіці. За допомогою цієї платформи можна буде об'єднувати користувачів та полегшувати обмін продуктами, сприяючи створенню цінностей для усіх учасників.  
Прикладом розвитку цифрової економіки України є онлайн-сервіс державних послуг «Дія». Наразі сервіс працює в тестовому режимі та не надає ніяких послуг, але перші кілька десятків послуг стануть доступними вже незабаром, як кажуть на сайті.
З огляду на аналіз економіки України в аспекті залучення інформаційно-телекомунікаційних технологій, визначено нерівномірність «інформатизації» залежно від галузей та секторів. Так, фінансова сфера найбільш розвинута в цьому напрямі, а, наприклад, державний сектор значно відстає у порівнянні з європейськими країнами. Попри середнє 39-е місце, Україна має непогані шанси на скорочення «електронних перешкод», якщо тільки держава почне будувати регуляторну політику відповідно до загальносвітових практик і не створюватиме штучних перешкод для розвитку бізнесу. Цифровізація прискорює економічні та соціальні процеси, роблячи їх більш ефективними та прозорими. Сьогодні ІТ-галузь України генерує близько 2–3 % ВВП. Одне з головних питань України сьогодні полягає у відсутності цифровізації, особливо в малих містах, де ця проблема також погіршується через відсутність навичок роботи з комп'ютером та доступності інформації для громадян. Відповідно до даних Міжнародного союзу електрозв'язку, 49 % осіб користуються Інтернетом, тоді як лише 56 % домогосподарств використовують комп'ютери (ITU-T, 2016). Саме зараз між містом існує розрив у широкосмуговому доступі на 30 % від села.
Зважаючи на перераховані вище факти можна зробити висновок, що цифрова економіка продовжує розвиватися з великою швидкістю, керованою здатністю збирати, використовувати та аналізувати великі кількості інформації (цифрові дані) що, практично, все. Ці цифрові дані виникають із цифрових слідів особистої, соціальної та ділової діяльності, що відбувається на різних цифрових платформах, однією з яких є «Дія».